# Avouerie
Pour les articles homonymes, voir Avoué.
 (décembre 2016).
Si vous disposez d'ouvrages ou d'articles de référence ou si vous connaissez des sites web de qualité traitant du thème abordé ici, merci de compléter l'article en donnant les références utiles à sa vérifiabilité et en les liant à la section « Notes et références ».
L'avouerie est la charge de l'avoué (du latin advocatus [ecclesiae], désignant un protecteur).
Dans le droit féodal, l'avoué est la personne chargée de la protection et de la représentation juridique d'une institution ecclésiastique, pour les affaires séculières de la vie quotidienne. C'était en général un seigneur qui met ses forces au service d'une institution ecclésiastique, généralement une abbaye, en échange d'une rémunération perçue sous forme d'impôt ou d'une partie des amendes. L'avoué dirige notamment les vassaux de l'institution. Son rôle est similaire à celui du vidame. Un même seigneur peut assurer la défense des biens de plusieurs établissements religieux différents.
L'avouerie est instituée à l'époque carolingienne, quand les grands domaines ecclésiastiques se sont formés. Les gens d'Église, ne pouvant ni porter les armes, ni rendre la justice civile, sont obligés de sous-traiter la défense de leurs biens à des hommes d'armes. Par la suite, l'avouerie devient une charge qui se transmet et se négocie comme un fief héréditaire et a souvent fait l'objet de querelles et procès entre l'autorité religieuse s'estimant spoliée et le seigneur qui considère ce droit comme lui étant acquis définitivement.

## En France
Dans le royaume de France, les advocati (avoués) forment deux catégories distinctes d’avoués.
La première catégorie comprend les princes, ducs ou comtes chargés de la protection juridique des biens ecclésiastiques, en échange d’un revenu souvent annuel. Ces grands seigneurs séculiers règnent sur de vastes terres qu’ils n’administrent généralement pas directement.
La seconde catégorie comprend des seigneurs désargentés, chevaliers ou petits nobles, souvent vassaux des premiers, et qui tirent la majorité de leurs revenus de l'avouerie. Ces derniers détiennent leur avouerie comme un fief héréditaire, fief qui constitue souvent leur seul moyen de subsistance. Leur fonction consiste généralement à représenter l'abbé, dans sa qualité de seigneur temporel, devant les tribunaux pour toutes les affaires séculières. En tant que représentant du supérieur de l’abbaye, l'avoué doit exercer la justice séculière sur les terres de l'abbaye, mais aussi prélever les impôts en nom et place de l'abbé. En cas de conflit armé, l'avoué doit parfois mener ses sergents et ses cavaliers au combat pour défendre les intérêts de l'Église. 

## Dans le Saint-Empire romain germanique
L'avoué joue un rôle plus important dans le système politique féodal du Saint-Empire romain germanique que dans le royaume de France, où ses fonctions sont souvent limitées à la protection des intérêts des établissements religieux. Aux XIIIe et XIVe siècles, de nombreux procès mettent en exergue les actes de violences et autres exactions commises par les avoués eux-mêmes, sur les terres des abbayes qu'ils sont censés protéger.

## Exemples
- Les rois de France sont avoués de l'abbaye de Saint-Denis.
- Godefroy de Bouillon, premier souverain latin de Jérusalem, prend le titre d'« avoué du Saint-Sépulcre ».
- Au XIe siècle, les sires de la Haute-Pierre reçoivent du duc de Lorraine l'avouerie de l'abbaye de Moyenmoutiers.
- Au début du XIVe siècle, le domaine des seigneurs de Picquigny se compose de deux parties distinctes : l'une (implantée sur les deux rives de la Somme) constituant le Vidame, l'autre (au nord de la Somme) composant l'avouerie de Corbie.